# Kortsvansapor
Kortsvansapor eller uakarier (Cacajao) är ett släkte av primater som tillhör familjen Pitheciidae. I släktet finns fyra arter. Det vetenskapliga namnet är bildat av det lokala namnet för dessa primater i nordvästra Amazonområdet. Även namnet uakarie kommer från ett lokalt språk.

## Utbredning
Dessa djur lever i norra Sydamerika från Colombia och Venezuela till Peru och västra Brasilien.

## Utseende
Med en kroppslängd mellan 30 och 57 cm (utan svans) är kortsvansapor storvuxna medlemmar av familjen. Som namnet antyder kännetecknas de av en kort svans som med en längd av 13 till 21 cm alltid är kortare än hälften av övriga kroppens längd. Vikten varierar mellan 2,7 och 3,5 kg, hannar är något tyngre än honor. Påfallande är även det nakna ansiktet som beroende på art har en röd eller svart färg. Övriga delar av pälsen är täckt med lång och tät päls. Pälsens färg varierar mellan gråvit, brun och svart. Ibland har pälsen på ryggen en annan färg än pälsen på övriga kroppen.

## Levnadssätt
Som de flesta arter i Nya Världen lever kortsvansapor i träd och är aktiva under dagen. De föredrar höga träd i närheten av sjöar eller floder. Dessa primater har bra förmåga att klättra men de gör sällan längre språng för att komma vidare. I torra tider kommer kortsvansapor även ner till marken för att leta efter föda. De lever i grupper med upp till 100 individer men flockar av 30 till 50 individer är vanligare. Uakarier vandrar långa sträckor per dag under sökandet efter föda. Oftast är distansen 2 till 5 km lång men i enstaka fall var den något längre än 7 km. I flera fall iakttogs blandade grupper av kortsvansapor och andra sydamerikanska primater. Kortsvansapor är inte så högljudda som andra sydamerikanska primater. De använder bara få skrik för att försvara sitt territorium mot andra grupper.

## Föda
Uakarier äter huvudsakligen frukt men har även blad och andra växtdelar samt insekter och möjligen andra smådjur som föda.

## Fortplantning
Ungefär vartannat år föder honan en unge. Hannar tar vanligtvis inte del av ungarnas uppfostring. Honan slutar att ge di efter tre till fem månader. Hannar blir könsmogna efter sex år, honor efter tre år. En individ i fångenskap blev 31 år gammal men i naturen dör de troligen tidigare.

## Arter
Släktet utgörs enligt Wilson & Reeder (2005) av två arter:
- Skallig uakari[6] (alternativt benämnd scharlakansansikte; Cacajao calvus) har ett rött ansikte. Det finns fyra underarter: C. c. calvus har en vit päls och hos C. c. rubicundus är hårets färg gulbrun. De andra två underarterna är C. c. novaesi och C. c. ucayalii.
- Svarthuvad uakari (Cacajao melanocephalus) har ett svart ansikte. Pälsen är huvudsakligen brun men på skuldran och på extremiteterna är den svart.

En ny studie av Jean P. Boubli et al. från 2008 klassificerar två populationer som tidigare betraktades som varianter av Cacajao melanocephalus som självständiga arter. Dessa två arter är:
- Cacajao hosomi, pälsens hår är längre och ryggen är mera rödaktig än hos C. melanocephalus.
- Cacajao ayresi, pälsen är ännu mörkare än hos C. melanocephalus.

## Kortsvansapor och människor
Namnet uakari kommer från ett språk som talades av Tupífolket men betydelsen är inte dokumenterad. Det vetenskapliga namnet Cacajao kommer från språket av Baréfolket och även här är betydelsen okänd. Det antas att ordet har ett ljudhärmande ursprung som beskriver apornas kontaktläten.
Kortsvansapor jagas ibland av indianer för köttets skull. Ett större hot är förstöringen av deras levnadsområde. IUCN listar tre arter som sårbara (vulnerable), bara Cacajao melanocephalus betraktas som livskraftig (least concern).